# José Luis Escohotado
José Luis Escohotado Ibor es un filósofo y sociólogo marxista español, primo del también filósofo Antonio Escohotado. 

## Biografía
José Luis Escohotado nace en El Escorial, Madrid de la II República (1934- ) y le toca vivir, en su niñez, la Guerra Civil y sus secuelas. Inducido por la tradición familiar, estudia derecho en la Universidad Central y, más tarde, filosofía y sociología. Pero, alejado de los convencionalismos académicos, desde muy joven vinculó su trayectoria personal y profesional a la actividad política, en la lucha antifranquista primero, y en el republicanismo marxista, una vez instaurada la monarquía. 
Miembro activo de las Juventudes Socialistas clandestinas entre 1956 y 1963 (una época en la que coincide, entre otros, con José Luis Abellán, Ángel Fernández Santos  , en 1964 pasa a entrar en el Partido Comunista Español. Un año después se instala en las Islas Canarias para dar clases de sociología en la Universidad de La Laguna (Tenerife) por recomendación de Emilio Lledó (quien de 1964 a 1967 impartió la Cátedra de Fundamentos e Historia de la Filosofía en esta misma Universidad). Según sus propias palabras, el ambiente militante antifranquista en la isla era muy escaso y las tertulias literarias se caracterizaban por su absoluta falta de politización, a pesar del auge dentro del archipiélago del movimiento Canarias Libre liderado por Antonio Cubillo desde el exilio. Desde 1978 y hasta su jubilación en 2004, impartió seminarios sobre el marxismo sociopolítico y la crítica anticapitalista en la Facultad de Filosofía de la Universidad de La Laguna.
Firme defensor de la defensa de la ciudadanía asalariada, se ha prodigado más bien poco en el campo de la publicación. Habitual colaborador de los medios sindicalistas canarios y nacionales, entre sus trabajos se encuentran varios ensayos y artículos, como Los nueve problemas ecológico-políticos más urgentes para la supervivencia de Canarias (1974), La metamorfosis del fascismo en la forma-estado del capitalismo (1986), Laudatio de Emilio Lledó (1997), Una lectura prohibida: el “Manifiesto Comunista” (2000), Manifiesto de Republicanas y Republicanos de Tenerife" (desde 2003 hasta 2018) Tesis sobre la privatización del saber y los exámenes (2004), Escolio contra lo disciplinar, -meta-pluri-multi-inter-disciplinar (2004) o Federalismo, república y resurrección democrática (2004).